# Partia Liberalna (Izrael)
Partia Liberalna (hebr.: מפלגה ליברלית ישראלית, Miflega Libralit Yisraelit) – izraelska partia polityczna i jedną z poprzedniczek dzisiejszego Likudu.

## Historia
Partia Liberalna została założona 25 kwietnia 1961 roku, wraz z końcem kadencji czwartego Knesetu, w wyniku połączenia Ogólnych Syjonistów i Partii Progresywnej. Nowa partia miała 14 miejsc w parlamencie. W 1961 roku wcześniejsze wybory zostały rozpisane po tym, jak Ogólni Syjoniści i Herut wystosowali wniosek o wotum nieufności dla rządu w związku z tzw. aferą Lawona.
W wyniku wyborów w 1961 roku, ugrupowanie otrzymało 17 miejsc w izbie, tyle samo co Herut. Obie partie stały się więc „drugą siłą” w Knesecie, za Mapai pod przywództwem Dawida Ben Guriona. W trakcie kadencji parlamentu, oba ugrupowania połączyły się, tworząc Gahal (hebrajski akronim oznaczający „Blok Herutu i Liberałów”, גוש חרות-ליברלים, Gusz Herut-Libralim). Pomimo tego obie partie funkcjonowały jako oddzielne frakcje w parlamencie. Jednak nie wszyscy deputowani Partii Liberalnej byli zadowoleni z tego posunięcia. Siedmiu z nich pod przywództwem Pinchasa Rosena, utworzyło nowe ugrupowanie – Niezależnych Liberałów.
Utworzenie Gahalu było przełomowym momentem w historii izraelskiej sceny politycznej. Po raz pierwszy pojawiła się partia, która mogła stać się konkurencją dla dominacji Mapai. Pod koniec kadencji Knesetu, Gahal miał 27 miejsc w parlamencie, tylko 7 mniej niż Mapai – 34 (po odejściu z tej formacji 8 deputowanych pod przywództwem Ben Guriona, grupa ta utworzyła Rafi).
Przed wyborami w 1973 roku, Gahal połączył się z kilkoma małymi prawicowymi partiami, włączając w to Wolne Centrum, Listę Państwową i pozaparlamentarny Ruch na rzecz Wielkiego Izraela. W wyniku tego powstał Likud. Nowe ugrupowanie zapisało się w historii, po raz pierwszy odsuwając od władzy centrolewicę, po wyborach w 1977 roku. Partia Liberalna ostatecznie zakończyła swoją działalność w 1988 roku, kiedy Likud stał się partią unitarną.